# Psicologia evoluzionista della religione
La psicologia evoluzionista della religione è lo studio delle credenze religiose che usa i principi della psicologia evoluzionista. È un approccio alla psicologia della religione. Come per tutti gli altri organi e funzioni organiche, si ritiene che la struttura funzionale del cervello abbia una base genetica ed è quindi soggetta agli effetti della selezione naturale e dell'evoluzione. Gli psicologi evoluzionisti cercano di comprendere i processi cognitivi, la religione in questo caso, comprendendo le funzioni di sopravvivenza e riproduttive che potrebbero servire.

## Meccanismi di evoluzione
Tra gli scienziati vi è un accordo generale sul fatto che la propensione a impegnarsi in comportamenti religiosi si sia evoluta presto nella storia umana. Tuttavia, c'è disaccordo sui meccanismi esatti che hanno guidato l'evoluzione della mente religiosa. Ci sono due scuole di pensiero. Una è che la religione stessa si è evoluta a causa della selezione naturale ed è un adattamento, nel qual caso la religione ha conferito una sorta di vantaggio evolutivo. L'altra è che credenze e comportamenti religiosi possono essere emersi come sottoprodotti di altri tratti adattivi senza essere inizialmente selezionati per i loro stessi benefici.
Il comportamento religioso spesso comporta costi significativi, compresi costi economici, celibato, rituali pericolosi o trascorrere tempo che potrebbe essere altrimenti utilizzato. Ciò suggerirebbe che la selezione naturale dovrebbe agire contro il comportamento religioso a meno che esso o qualcos'altro che causa un comportamento religioso abbia vantaggi significativi.

### Religione come adattamento
Richard Sosis e Candace Alcorta hanno rivisto alcune delle teorie principali per il valore adattivo della religione. Molte sono "teorie di solidarietà sociale", che vedono la religione come evoluta per migliorare la cooperazione e la coesione all'interno dei gruppi. L'appartenenza al gruppo a sua volta offre benefici che possono migliorare le possibilità di sopravvivenza e di riproduzione di un individuo. Questi benefici vanno dai vantaggi di coordinamento alla facilitazione di costose regole comportamentali.
Queste teorie di solidarietà sociale possono aiutare a spiegare la natura dolorosa o pericolosa di molti rituali religiosi. La teoria della segnalazione costosa suggerisce che tali rituali potrebbero servire come segnali pubblici e difficili da falsificare che l'impegno di un individuo verso il gruppo è sincero. Dal momento che ci sarebbe un notevole beneficio nel cercare di imbrogliare il sistema - sfruttando i benefici del vivere in gruppo senza assumersi alcun possibile costo - il rituale non sarebbe qualcosa di semplice che può essere preso alla leggera. La guerra è un buon esempio di costo della vita di gruppo, e Richard Sosis, Howard C. Kress e James S. Boster hanno condotto un'indagine interculturale che ha dimostrato che gli uomini nelle società che si impegnano in una guerra si sottomettono ai rituali più costosi.
Gli studi che mostrano associazioni positive più dirette tra pratica religiosa e salute e longevità sono più controversi. Harold G. Koenig e Harvey J. Cohen hanno riassunto e valutato i risultati di 100 studi basati su prove che hanno esaminato sistematicamente la relazione tra religione e benessere umano, trovando che il 79% ha mostrato un'influenza positiva. Questi studi sono popolari nei media, come visto in un recente programma della NPR tra cui le conclusioni del professor Gail Ironson dell'Università di Miami, secondo cui la credenza in Dio e un forte senso di spiritualità erano buoni predittori di una minore carica virale e di migliori livelli di cellule immunitarie in pazienti con HIV. Tuttavia, il dottor Richard P. Sloan dell'Università della Columbia è stato citato nel New York Times dicendo che "... non ci sono prove convincenti che ci sia una relazione tra coinvolgimento religioso e salute". C'è ancora un dibattito sulla validità di questi risultati, ed essi non dimostrano necessariamente una diretta relazione causa-effetto tra religione e salute. Mark Stibich afferma che esiste una chiara correlazione, ma la ragione non è chiara. Una critica a tali effetti placebo, così come il vantaggio della religione che dà un senso di significato, è che sembra probabile che meccanismi meno complessi del comportamento religioso possano raggiungere tali obiettivi.

### Religione come sottoprodotto
Stephen Jay Gould cita la religione come esempio di preadattamento o pennacchio, ma egli stesso non indica un tratto definito sul quale secondo lui ha effettivamente agito la selezione naturale. Egli, tuttavia, richiama il suggerimento di Freud secondo cui i nostri grandi cervelli, che si sono evoluti per altri motivi, hanno portato alla coscienza. L'inizio della coscienza costrinse gli umani ad affrontare il concetto di mortalità personale. La religione potrebbe essere stata una soluzione a questo problema.
Altri ricercatori hanno proposto specifici processi psicologici che potrebbero essere stati cooptati per la religione. Tali meccanismi possono includere la capacità di inferire la presenza di organismi che potrebbero causare danni (rilevamento dell'agente), la capacità di elaborare narrazioni causali per eventi naturali (eziologia) e la capacità di riconoscere che le altre persone hanno menti proprie con le loro credenze, desideri e intenzioni (teoria della mente). Questi tre adattamenti (tra gli altri) permettono agli esseri umani di immaginare agenti mossi da uno scopo dietro molte osservazioni che non potrebbero essere facilmente spiegate altrimenti, ad esempio tuono, lampo, movimento dei pianeti, complessità della vita, ecc.
Pascal Boyer suggerisce, nel suo libro E l’uomo creò gli dei: Come spiegare la religione, che non esiste una spiegazione semplice per la coscienza religiosa. Egli si basa sulle idee degli antropologi cognitivi Dan Sperber e Scott Atran, i quali sostenevano che la cognizione religiosa rappresenta un sottoprodotto di vari adattamenti evolutivi, inclusa la psicologia popolare. Egli sostiene che uno di questi fattori è che, nella maggior parte dei casi, è stato vantaggioso per gli umani ricordare concetti "minimamente controintuitivi" che sono in qualche modo diversi dalla routine quotidiana e in qualche modo violano le aspettative innate su come il mondo è costruito. Un dio che è per molti aspetti come gli umani ma molto più potente è un concetto del genere, mentre il dio spesso molto più astratto discusso a lungo dai teologi è spesso troppo controintuitivo. Gli esperimenti sostengono che le persone religiose pensano al loro dio in termini antropomorfi, anche se questo contraddice le più complesse dottrine teologiche della loro religione.
Pierre Lienard e Pascal Boyer suggeriscono che gli esseri umani hanno sviluppato un "sistema di precauzione contro i rischi" che ci consente di rilevare potenziali minacce nell'ambiente e tentare di rispondere in modo appropriato. Si ritiene che diverse caratteristiche dei comportamenti rituali, spesso una caratteristica importante della religione, inneschino questo sistema. Queste includono l'occasione per il rituale, spesso la prevenzione o l'eliminazione del pericolo o del male, il danno che si crede derivi dalla non esecuzione del rituale e le prescrizioni dettagliate per la corretta esecuzione del rituale stesso. Lienard e Boyer discutono sulla possibilità che un sistema sensibile di precauzione contro i rischi possa esso stesso aver fornito benefici in termini di idoneità fisica, e che la religione "associ le ansie individuali e ingestibili a un'azione coordinata con gli altri e le renda quindi più tollerabili o significative".
Justin L. Barrett in Perché qualcuno crederebbe in Dio? suggerisce che credere in Dio sia naturale perché dipende dagli strumenti mentali posseduti da tutti gli esseri umani. Egli suggerisce che il modo in cui le nostre menti sono strutturate e sviluppate rende la credenza nell'esistenza di un dio supremo con proprietà come essere superconoscente, superpotente e immortale altamente attraente. Paragona anche la credenza in Dio alla credenza in altre menti e dedica un capitolo alla psicologia evoluzionista dell'ateismo. Egli suggerisce che uno dei moduli mentali fondamentali nel cervello è il "dispositivo iperattivo di rilevamento dell'azione di un agente" (Hyperactive Agency Detection Device, HADD), un altro potenziale sistema per identificare il pericolo. Questo HADD può conferire un beneficio di sopravvivenza anche se è troppo sensibile: è meglio evitare un predatore immaginario che essere ucciso da uno reale. Ciò tenderebbe a incoraggiare la credenza nei fantasmi e negli spiriti.
Anche se gli ominidi probabilmente iniziarono a usare le loro capacità cognitive emergenti per soddisfare bisogni di base come nutrizione e compagni, la teoria della gestione del terrore sostiene che ciò accadde prima che avessero raggiunto il punto in cui si formò una consapevolezza significativa di sé (e quindi della fine di sé). La consapevolezza della morte divenne un sottoprodotto altamente disgregante delle precedenti funzioni adattive. L'ansia risultante minacciava di indebolire queste stesse funzioni e quindi necessitava di miglioramento. Qualunque formazione o pratica sociale che dovesse essere ampiamente accettata dalle masse doveva fornire un mezzo per gestire questo terrore. La strategia principale per farlo era "diventare un individuo di valore in un mondo di significato ... acquisire autostima [tramite] la creazione del mantenimento della cultura", in quanto ciò contrasterebbe il senso di insignificanza rappresentato dalla morte e fornirebbe 1) immortalità simbolica attraverso il retaggio di una cultura che vive al di là del sé fisico ("significato terreno"), 2) l'immortalità letterale, la promessa di una vita ultraterrena o di una esistenza continuata mostrata nelle religioni ("significato cosmico").

### Memi
Richard Dawkins suggerisce in Il gene egoista che i memei culturali funzionano come i geni in quanto sono soggetti alla selezione naturale. In L'illusione di Dio Dawkins sostiene inoltre che, poiché le verità religiose non possono essere messe in discussione, la loro stessa natura incoraggia le religioni a diffondersi come "virus della mente". In una tale concezione, è necessario che gli individui che non sono in grado di mettere in discussione le loro convinzioni siano più biologicamente in forma rispetto a individui che sono in grado di mettere in discussione le loro credenze. Quindi, si potrebbe concludere che le sacre scritture o le tradizioni orali creavano un modello comportamentale che aumentava l'idoneità biologica per gli individui credenti. Gli individui che erano in grado di sfidare tali credenze, anche se le credenze erano enormemente improbabili, divennero sempre più rari nella popolazione. (Vedi denegazionismo.)
Questo modello sostiene che la religione è il sottoprodotto dei moduli cognitivi nel cervello umano sorti nel nostro passato evolutivo per affrontare problemi di sopravvivenza e riproduzione. Concetti iniziali di agenti soprannaturali possono sorgere nella tendenza degli esseri umani a "sovra-rilevare" la presenza di altri umani o predatori (scambiando momentaneamente un rampicante per un serpente). Per esempio, un uomo potrebbe riferire di aver sentito qualcosa arrivare di soppiatto alle sue spalle, ma è svanito quando si è girato per guardare.
Le storie di queste esperienze sono particolarmente suscettibili di essere raccontate, trasmesse e abbellite a causa delle loro descrizioni di categorie ontologiche standard (persona, artefatto, animale, pianta, oggetto naturale) con proprietà controintuitive (esseri umani che sono invisibili, case che ricordano cosa è accaduto in loro, ecc.). Queste storie diventano ancora più salienti quando sono accompagnate dall'attivazione di aspettative non violate per la categoria ontologica (le case che "ricordano" attivano la nostra psicologia intuitiva della mente, cioè attribuiamo automaticamente ad esse processi mentali).
Uno degli attributi della nostra psicologia intuitiva della mente è che gli esseri umani sono interessati agli affari di altri esseri umani. Ciò potrebbe comportare la tendenza per i concetti di agenti soprannaturali a connettersi inevitabilmente in modo trasversale a sentimenti morali intuitivi umani (linee guida comportamentali evolutive). Inoltre, la presenza di corpi morti crea uno stato cognitivo spiacevole in cui i sogni e altri moduli mentali (identificazione della persona e predizione del comportamento) continuano a scorrere disaccoppiati dalla realtà producendo intuizioni incompatibili che i morti siano in qualche modo ancora in giro. Quando questo si accoppia con la predisposizione umana a vedere la sfortuna come un evento sociale (come la responsabilità di qualcuno piuttosto che l'esito di processi meccanici) può attivare il modulo intuitivo di "disponibilità a fare scambi" della teoria umana delle menti che ha come risultato la tendenza degli umani a tentare di interagire e contrattare con i loro agenti soprannaturali (rituale).
In un gruppo abbastanza grande, alcuni individui sembreranno più abili in questi rituali rispetto ad altri e diventeranno specialisti. Man mano che le società crescono e incontrano gli altri, ne scaturirà la competizione e un effetto di "sopravvivenza del più idoneo" potrebbe indurre i professionisti a modificare i loro concetti per fornire una versione più astratta e più ampiamente accettabile. Alla fine i professionisti specializzati formano un gruppo o una corporazione coesa con i suoi concomitanti obiettivi politici (religione).